# Jan Weinsberg
Jan Weinsberg (ur. 1952) – polski tłumacz, mąż Małgorzaty Raczyńskiej-Weinsberg.
Urodził się w żydowskiej rodzinie, jest synem profesora Adama Weinsberga. Uczęszczał do VIII Liceum Ogólnokształcącego im. Władysława IV w Warszawie. W 1968 – po antyżydowskiej nagonce, która była następstwem wydarzeń marcowych – wyemigrował do Kanady. Osiadł w Ottawie, gdzie w 1985 ukończył studia na Uniwersytecie Ottawskim, związał się ze Stowarzyszeniem Tłumaczy Prowincji Ontario. W 1999 roku powrócił do Polski.
W latach 2004–2006 był prezesem stowarzyszenia kultury żydowskiej Beit Warszawa, skupiającego postępowych żydów.
Współautor publikacji Praga: the right side of Warsaw (2005) oraz serii Senat Rzeczypospolitej Polskiej: organy Senatu RP, kluby parlamentarne, biogramy senatorów dotyczącej V kadencji, VI kadencji i VII kadencji Senatu RP.